# Tyrone Brazelton
Tyrone Brazelton (nacido el 30 de marzo de 1986 en Chicago, Illinois) es un jugador de baloncesto estadounidense que actualmente pertenece a la plantilla del BC Levski Sofia. Con 1,83 metros de altura juega en la posición de Base.

## Escuela secundaria
Asistió al Rich East High School, situado en Park Forest, Illinois, pero en su año senior fue transferido a sus máximos rivales, al Rich Central High School, situado en Olympia Fields, Illinois. Guio al equipo para ganar el Big Dipper Tournament y fue elegido MVP del torneo.

## Universidad
Tras graduarse en 2004, se unió a la Universidad Estatal de Missouri-West Plains, situada en West Plains, Missouri. Esta universidad juega en la NJCAA. Tras dos años con los Grizzly (2004-2005 y 2005-2006), en su año junior fue transferido a la universidad de Western Kentucky, situada en Bowling Green, Kentucky. Esta universidad juega en la División I de la NCAA. Lideró al equipo en anotación en los dos años que jugó para los Hilltoppers (2006-2007 y 2007-2008). Fue incluido en el Segundo Mejor Quinteto de la Sun Belt Conference y en el Mejor Quinteto del Torneo de la Sun Belt Conference en su año senior, en 2008.
Jugó 69 partidos (todos como titular) con la universidad de Western Kentucky, promediando 13,6 puntos, 2,5 rebotes, 3,8 asistencias y 1 robo de balón en 26,8 min de media por partido.

## Trayectoria profesional
No fue seleccionado en el Draft de la NBA de 2008, pero jugó la NBA Summer League de 2008 en Salt Lake City con los Utah Jazz. Jugó 2 partidos en los que promedió 12 puntos, 3 rebotes, 2 asistencias y 1 robo de balón en 17 min de media.
Dio el salto a Europa y firmó para la temporada 2008-2009 por el BK Ventspils letón. Lideró al equipo en la Latvijas Basketbola līga y en Eurochallenge, pero tras no poder clasificar al conjunto letón para el Top-16, dejó el club. 
Acabó la temporada en el Asseco Prokom Gdynia polaco, donde ganó la PLK y donde jugó Euroliga, promediando 3,7 puntos, 1,5 rebotes y 1,7 asistencias (con un probre 26% en tiros de campo). Renovó con el conjunto polaco para la temporada 2009-2010.
En noviembre de 2009 fue cortado y acabó la temporada en el Energa Czarni Słupsk, también de la PLK polaca.
No encontró equipo en la temporada 2010-2011 hasta enero de 2011, cuando fichó por el Eisbären Bremerhaven alemán hasta final de temporada.
Jugó la temporada 2011-2012 con los Erie BayHawks de la D-League. Disputó 20 partidos con un promedio de 9,1 puntos, 2,3 rebotes, 5,2 asistencias y 1,2 robos de balón en 29 min de media. En los 3 partidos de Play-Offs que jugó con los BayHawks, promedió 3,3 puntos, 1 rebote, 1 asistencia y 1 robo de balón en 9,2 min de media.
Fichó para la temporada 2012-2013 por el Nürnberger Basketball Club de la 2. Basketball Bundesliga, la segunda división alemana, pero dejó el equipo en noviembre. Disputó 9 partidos en la 2. Basketball Bundesliga con un promedio de 18,8 puntos, 4,2 rebotes, 4,8 asistencias y 1,4 robos de balón en 31,5 min de media.
Tras estos grandísimos números, fichó por el BC Odessa ucraniano, pero solo permaneció en conjunto ucraniano hasta abril. Jugó 24 partidos en la Superleague con unos promedios de 12,5 puntos, 2,8 rebotes, 4,7 asistencias y 1,4 robos de balón en 26,8 min de media.
Acabó la temporada 2012-2013 en el Petrochimi Iman Harbour BC iraní.
Fichó para la temporada 2013-2014 por el BC Nevėžis lituano, abandonando el equipo en diciembre. En los 8 partidos que jugó en la Lietuvos Krepšinio Lyga promedió 16,7 puntos, 3 rebotes, 4,5 asistencias y 2,1 robos de balón en 31,4 min de media, en la Liga Báltica (baloncesto) disputó 6 partidos con unos promedios de 14,6 puntos, 2,5 rebotes, 4,1 asistencias y 1,8 robos de balón en 30 min de media, mientras que por último jugó 2 partidos en la Copa de la Liga Báltica con un promedio de 11 puntos, 2,5 rebotes y 6,5 asistencias en 27 min de media.
Firmó en enero de 2014 por el BC Tsmoki-Minsk bielorruso, pero no acabó la temporada allí. Con el conjunto bielorruso disputó 1 partido de liga, metiendo 9 puntos, cogiendo 2 rebotes, dando 7 asistencias y robando 2 balones en 26 min, en la VTB United League jugó 8 partidos con un promedio de 9,7 puntos, 1,6 rebotes, 2,7 asistencias y 1 robo de balón en 17,4 min de media, mientras que por último disputó 7 partidos de Eurochallenge con un promedio de 8,1 puntos, 1,7 rebotes y 3,2 asistencias en 18,6 min de media.
En abril de 2014 volvió a Lituania, acabando la temporada 2013-2014 en el BC Neptūnas Klaipėda. Con los lituanos disputó 19 partidos en la Lietuvos Krepšinio Lyga con un promedio de 8 puntos, 1,6 rebotes y 2,6 asistencias en 18 min de media.
Fichó para la temporada 2014-2015 por el STB Le Havre francés. Disputó 32 partidos en la Pro A con unos promedios de 13,3 puntos, 2,5 rebotes y 3,7 asistencias en 30 min de media, mientras que en los 2 partidos de Play-Offs que jugó, promedió 11 puntos, 2 rebotes y 3,5 asistencias en 29 min de media.
Tras esta gran temporada, en julio de 2015 firmó por dos años con el Torku Konyaspor B.K. turco, pero abandonó el equipo en diciembre de 2015. Jugó 8 partidos en la Türkiye Basketbol Ligi con unos promedios de 10,7 puntos, 3 rebotes y 5 asistencias en 28,6 min de media.
Fichó por el BCM Gravelines francés hasta el final de la temporada 2015-2016.